# Johannes Matyassy

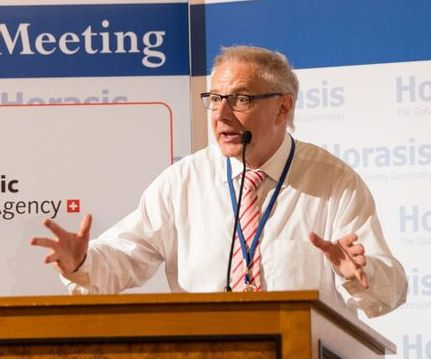
Johannes Matyassy (2015)

Johannes Matyassy (* 25. Juli 1957 in Bern) ist ein Schweizer Politiker (FDP.Die Liberalen) und ehemaliger Diplomat. Er war bis Ende Februar 2023 Direktor der konsularischen Direktion des Eidgenössischen Departements für auswärtige Angelegenheiten (EDA).

## Lebenslauf
1984 schloss Johannes Matyassy sein Studium der Volkswirtschaft an der Universität Bern ab. Ab 1985 arbeitete er in verschiedenen Funktionen in der Bundesverwaltung. So leitete er von 1987 bis 1990 die Wirtschafts- und Handelsabteilung der Schweizer Botschaft in Argentinien. 1995 berief ihn der damalige Bundesrat Jean-Pascal Delamuraz zu seinem persönlichen Mitarbeiter. Von 1996 bis 2004 war Matyassy Mitglied des Grossen Gemeinderates von Muri bei Bern, den er 2002 präsidierte. Von 1997 bis 2000 war er als Generalsekretär der Freisinnig-Demokratische Partei tätig. Im Jahr 2000 wurde er zum ersten Direktor von Präsenz Schweiz ernannt. Von 2004 bis 2010 war er Präsident der FDP Kanton Bern. Im Jahr 2010 heiratete Matyassy im Alter von 56 Jahren einen 28-jährigen Brasilianer, zuvor war er einmal mit einer Frau verheiratet. 2011 löste er Carla Del Ponte als Botschafter in Argentinien ab und hielt diesen Funktion bis Ende 2014 inne. Nach seiner Rückkehr leitete er bis 2018 die Abteilung Asien und Pazifik des EDA und wurde daraufhin Direktor der konsularischen Direktion. Im Januar 2021 wurde er zudem zum stellvertretenden Staatssekretär des Staatssekretariats des EDA ernannt. Ende Februar 2023 ging er in Pension. Im Jahr 2023 wurde er Präsident der FDP Muri-Gümligen. Darüber hinaus bewarb er sich als Präsident für das Haus der Religionen (Bern).